# هنري تيريل جونيور
هنري تيريل جونيور (بالإنجليزية: Henry Terrell, Jr.)‏ هو عسكري أمريكي، ولد في 14 أكتوبر 1890 في سان أنطونيو في الولايات المتحدة، وتوفي بنفس المكان في 3 أكتوبر 1971.